# 圣母主教座堂 (图尔奈)
聖母主教座堂（法語：Cathédrale Notre-Dame）是比利时最富重要性的建筑纪念物之一。它既是“瓦隆尼亚的重大遗产”，又被列入世界遗产名录。

## 歷史

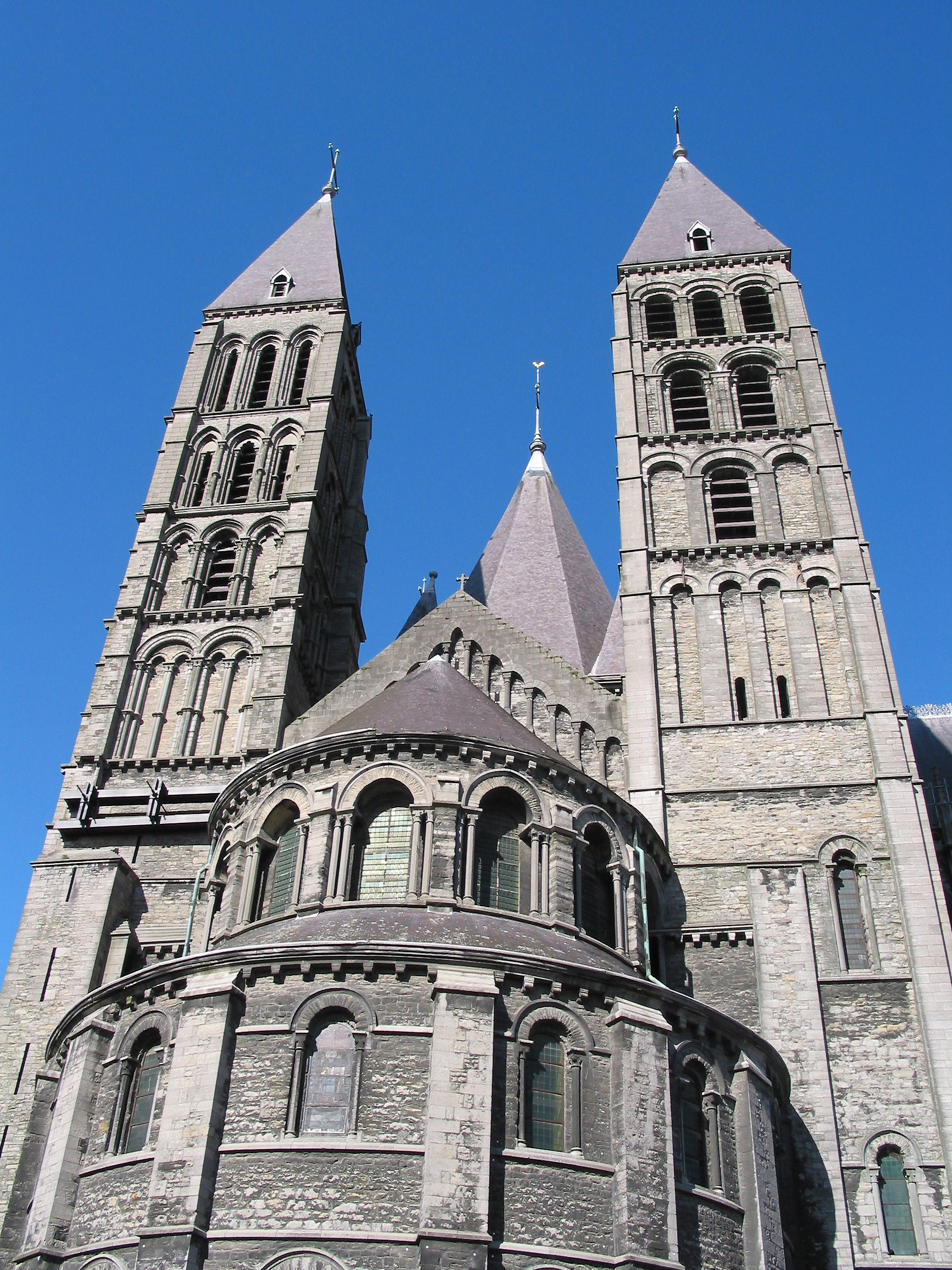
南耳堂和塔

自6世纪晚期起，图尔奈已有以其为中心的教区。该建筑紧邻穿图尔奈城中心线而过的斯海尔德河南岸，居高临下，用当地蓝-灰石料建造。自12世纪起，在更古老的基础上，该建筑融合了三个带来引人瞩目效果的设计期的工作。
沉重且肃穆的罗曼式中殿与属于过渡期作品的耳堂以及充分发展的哥特式诗班席形成了强烈的对比。耳堂是该建筑最特别的部分，集中了5个钟楼以及半圆形后殿末端。

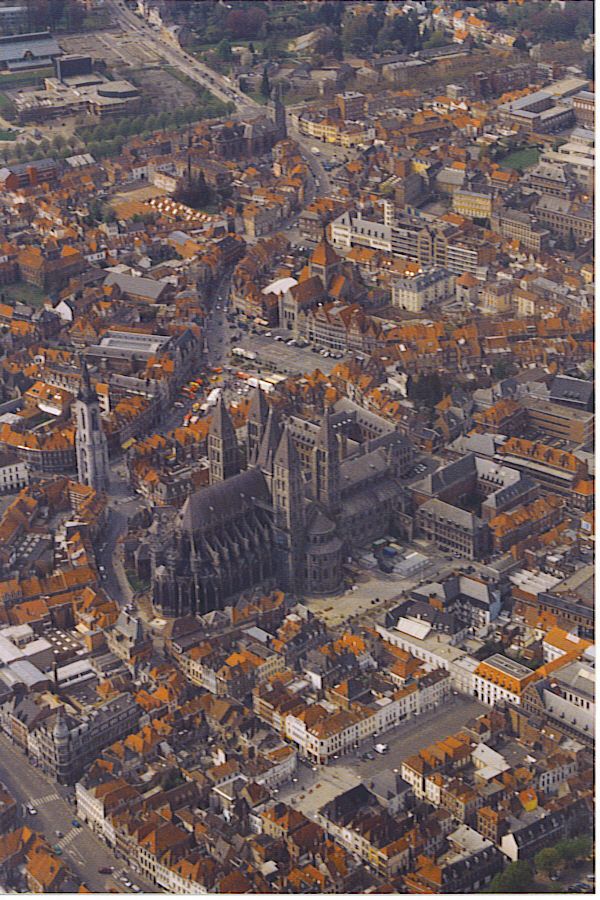
上空府望的聖母主教座堂

中殿大部分在12世纪前三分之一的时间内建造。它在一层骑楼和三拱式拱廊之间拥有一个属于第二层的廊（gallery），这预示着早期的哥特式风格。在高窗的圆拱窗间的附壁柱帮助支持了取代原先木制平面天花板的18世纪的拱顶。
耳堂两翼建于12世纪中期左右，具有半圆形中殿的末端，此特点完全是借鉴于某些莱茵兰教堂，后者的影响似乎远及法国东北部，例如努瓦永和苏瓦松。耳堂两翼的方塔达到了83米高。它们在细部有所不同，增强它们的骑楼部分有些是圆拱的而有些则是哥特式的。
主教Gautier de Marvis（Bishop Gautier de Marvis）（1219-1252年）于13世纪拆毁了最初的罗曼式诗班席，以用更大尺寸的哥特式诗班席取代，此灵感得自亚眠主教座堂。新诗班席的建造于1242年开始，1255年完工。主教座堂的其余部分本来预期会与该诗班席同步被重建，但这未能付诸实施，后来只加盖了西门廊以及一座哥特式小堂，后者建于侧廊之一的旁边，该侧廊最初的墙壁和窗户在此过程中被拆除。
为了彰显该主教座堂的文化价值，UNESCO2000年将其列入世界遗产名录。

## 墓葬
- 图尔奈的爱琉德理Eleutherius of Tournai
- 尼古拉斯·龚伯特Nicolas Gombert

## 图集

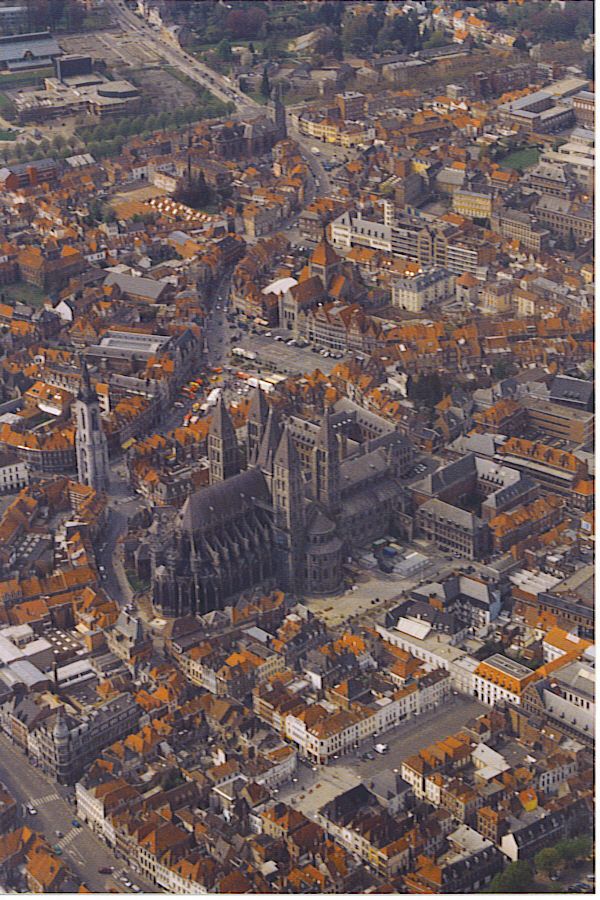
鸟瞰
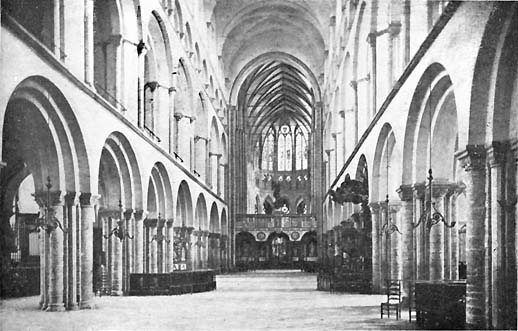
中殿，面朝诗班席
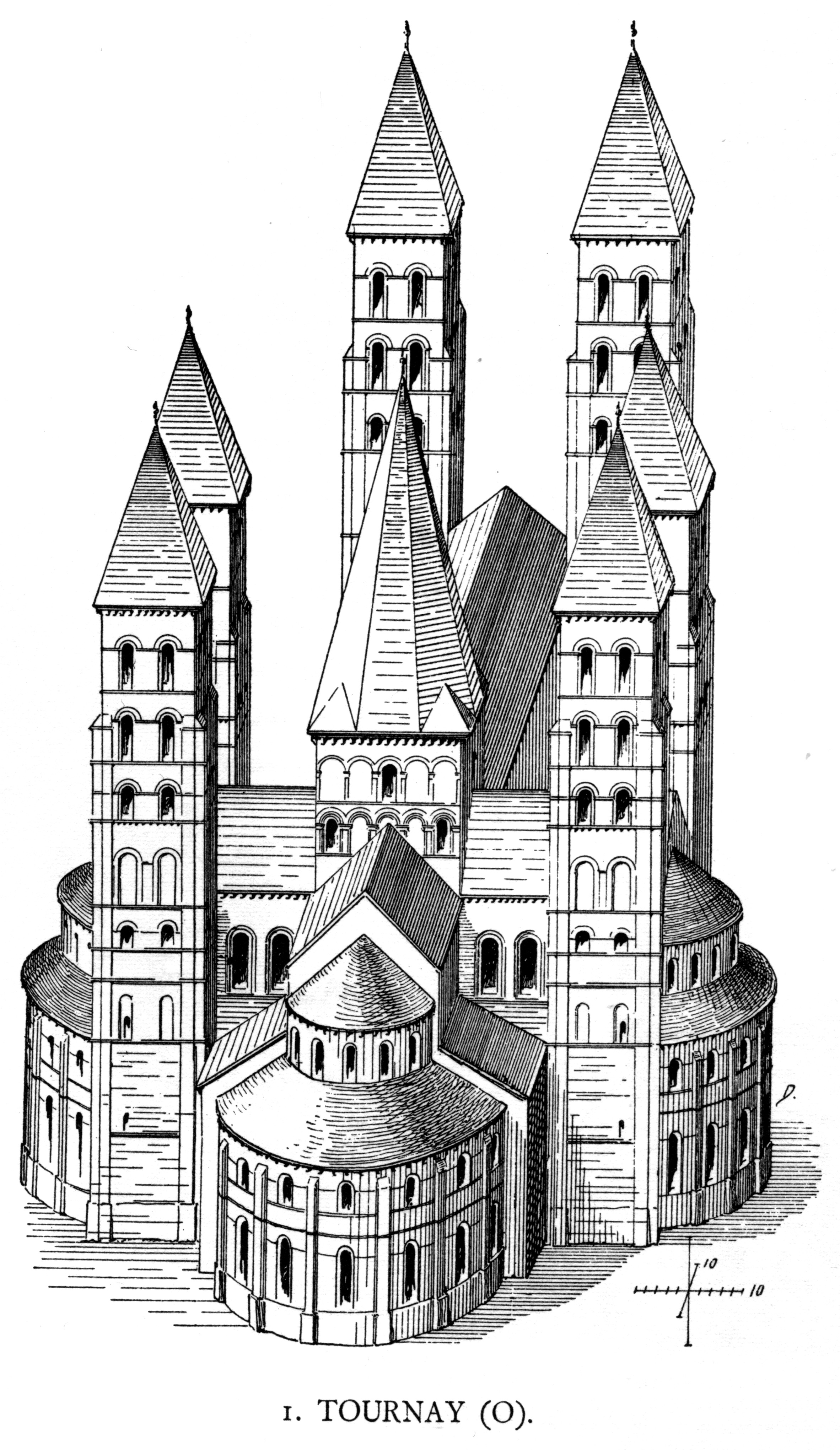
重建，显示了最初的罗曼式诗班席（前）以及两座从未兴建的塔（后）
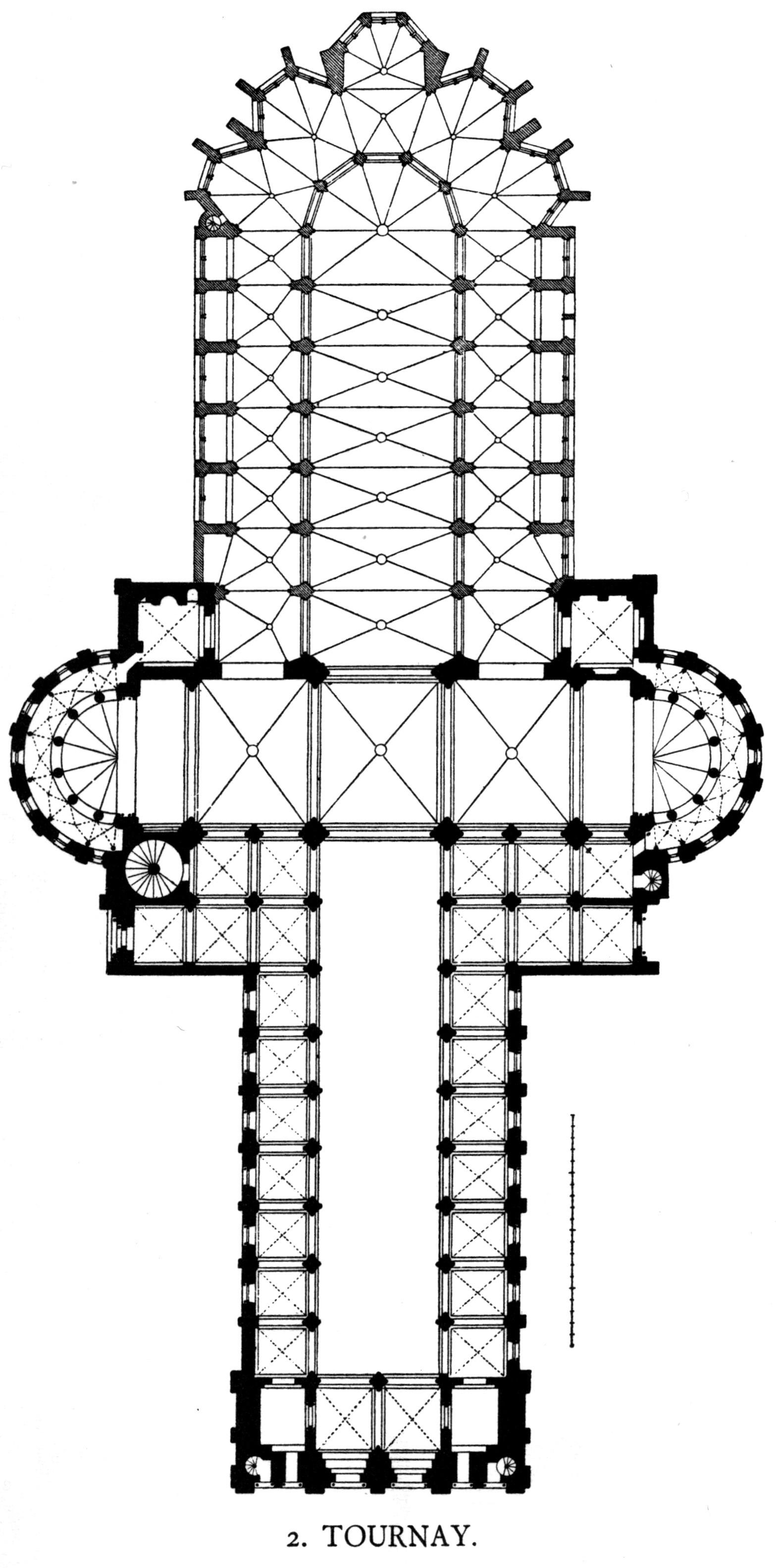
平面图